# Киноплёнка
Киноплёнка — фотоматериал на прозрачной гибкой подложке, предназначенный для киносъёмки, печати фильмокопий и звукозаписи. В большинстве случаев на перфорированную подложку нанесён один или несколько слоёв светочувствительной фотоэмульсии, поскольку запись изображения и звука на киноплёнке производятся, главным образом, фотографическим способом, за исключением гидротипного процесса.
Проявленная киноплёнка содержит изображение и (или) фонограмму кинофильма.
До появления в 1957 году видеомагнитофонов, использующих магнитную ленту, киноплёнка была единственным носителем информации о движущемся изображении, и кроме кинематографа использовалась на телевидении и в научных исследованиях. После цифровой революции в начале XXI века киноплёнка была постепенно вытеснена из всех сфер применения, и её выпуск оказался на грани полного прекращения. Это объясняется более высокими качеством и технологичностью цифровых кинопоказа и кинопроизводства. Поэтому в 2015 году шесть крупнейших киностудий Голливуда заключили соглашение с компанией Eastman Kodak о продолжении поставок киноплёнки. К середине 2020-х годов только несколько кинопродюсеров продолжают снимать на киноплёнку высокобюджетные постановочные кинокартины. Так, в 2022 году на широкоформатную 65-мм киноплёнку по системе IMAX были отсняты наиболее зрелищные сцены фильма «Оппенгеймер».

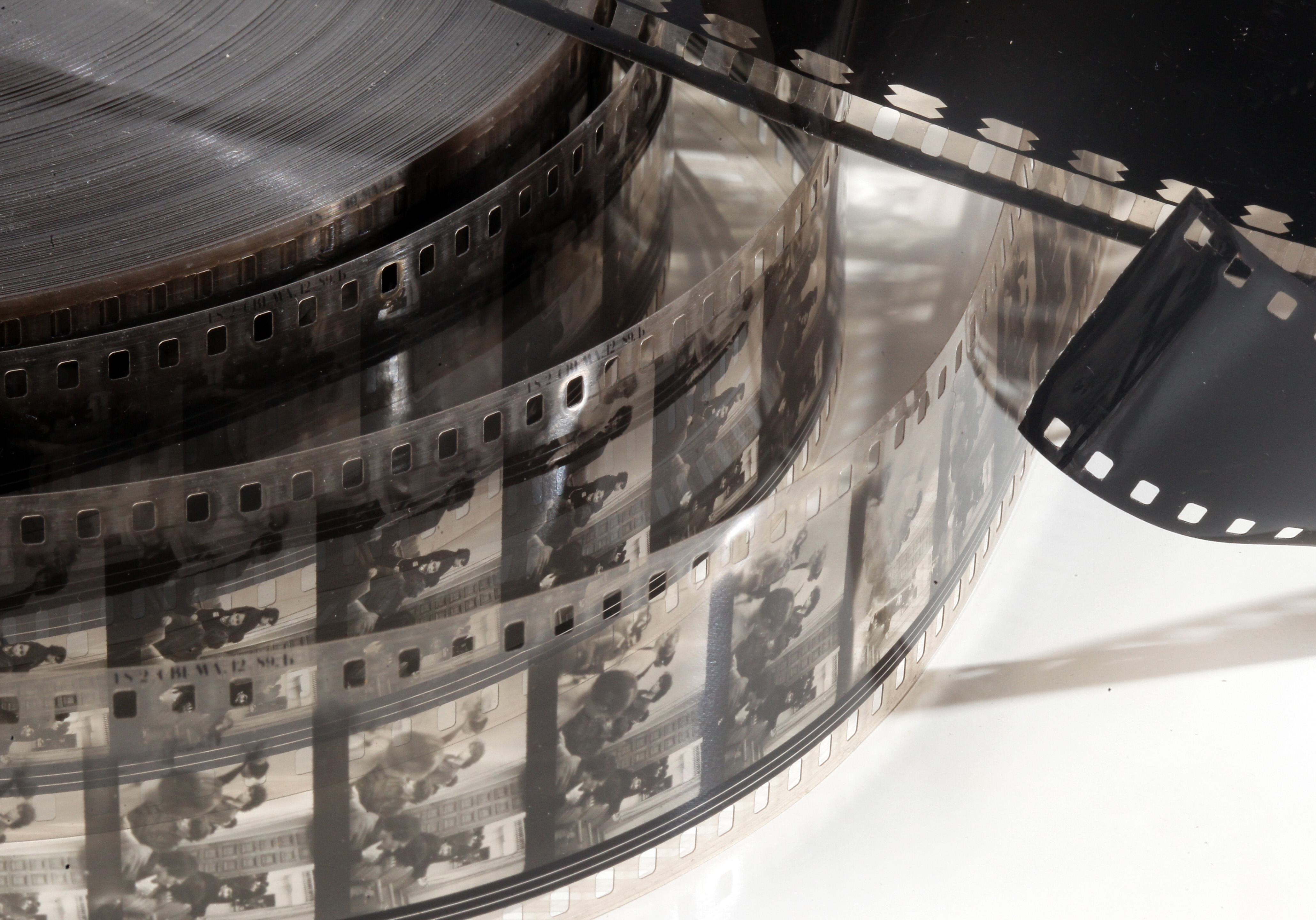
Чёрно-белая позитивная 35-мм киноплёнка с отпечатанными изображением и оптической звуковой дорожкой

## Историческая справка
Первые фотографические процессы, такие как дагеротипия, калотипия и мокрый коллодионный из-за недостаточной светочувствительности были непригодны для кинематографа. Лишь после изобретения в 1871 году Ричардом Меддоксом желатиносеребряных эмульсий стала возможна моментальная съёмка движущихся объектов, позволяющая фиксировать отдельные фазы их перемещения. В качестве подложки первых носителей движущегося изображения использовалась светочувствительная фотобумага, которая была непрозрачной. Хронофотографические аппараты с рулонной бумагой, созданные Марэем, Лепренсом, Фриз-Грином и другими изобретателями, были слишком сложны и не давали устойчивого изображения из-за неточности транспортировки носителя. Впервые гибкая и прозрачная подложка для фотоматериалов из смолы была предложена в 1878 году русским фотографом Иваном Болдыревым, однако о технологии её изготовления и выпущенных образцах ничего не известно. Наиболее пригодной для киноплёнки оказалась основа из целлулоида, изобретённого и синтезированного ещё в начале 1860-х годов. Препятствием к его использованию в качестве подложки была склонность к скручиванию, преодолённая только в 1887 году Ганнибалом Гудвином с помощью контрслоя желатины, наносимого с обратной стороны от эмульсии. Массовый выпуск светочувствительной плёнки на целлулоидной основе был налажен Джорджем Истменом в 1889 году, а 2 года спустя его первым конкурентом стал Томас Блэр. В ноябре 1891 года ассистент Эдисона Уильям Диксон использовал рулонную плёнку Блэра для первого варианта «Кинетографа». После успеха экспериментов и разработки кинетоскопа Блэр поставлял свою плёнку студии Эдисона в течение 5 лет. Вскоре из-за кадровых перестановок в компании, носившей его имя, Блэр был вынужден отправиться в Европу для развития там дочернего предприятия. Эдисона к тому моменту уже не удовлетворяло качество продукции Блэра, и с 1896 года его студия перешла на плёнку Истмена.

### Становление отрасли
Блэр наладил поставки своей продукции европейским пионерам кинобизнеса, таким как Бирт Акрес, Роберт Пол, Джордж Смит, Чарльз Урбан и братья Люмьер. Появившимся в 1896 году первым кинопроекторам, в отличие от кинетоскопов, потребовалась киноплёнка на полностью прозрачной подложке, выпуск которой американские заводы Блэра не могли освоить. Истмен купил эти предприятия, став крупнейшим в мире поставщиком фотокиноплёнок. Одновременно Луи Люмьер наладил полив на целлулоидную основу своей эмульсии, разработанной для популярных фотопластинок «Голубой ярлык» (фр. Etiquette Bleue).
С 1895 года Истмен поставлял свою киноплёнку в роликах длиной 65 футов (~19,5 метров), а Блэр выпускал более длинные рулоны по 75 футов (~22,5 метра). При частоте съёмки 16 кадров в секунду, принятой в немом кинематографе, таких роликов хватало на 65 и 75 секунд съёмки соответственно. Первые киноаппараты рвали более длинную киноплёнку, но с изобретением петли Латама длину рулонов можно было увеличить. Для этого ролики неэкспонированной киноплёнки должны были склеиваться в темноте, но большинство кинематографистов избегали этой процедуры. Впервые таким способом в 1899 году кинокомпанией «Мутоскоп и Байограф» был отснят боксёрский поединок, занявший 1000 футов киноплёнки. С ростом выпуска фильмов и количества новых кинематографических систем возникла острая необходимость стандартизации киноплёнки. В течение первого десятилетия XX века большинство кинокомпаний остановили свой выбор на 35-мм киноплёнке, получившей международный стандарт перфорации и расположения кадра.
Джордж Истмен, переименовавший к тому времени свою компанию в Eastman Kodak, увеличил максимальную длину рулона до 200 футов (около 60 метров), оставив эмульсию без изменений. Светочувствительность большинства киноплёнок этого периода не превышала 10—15 единиц ASA, позволяя вести съёмку только при ярком солнечном свете. Блэр продал свои заводы в Англии киностудии Pathé и вернулся в США. В 1910 году производство новой киноплёнки Pathé было дополнено выпуском «регенерированной» из переработанных изношенных фильмокопий. Таким способом европейские кинокомпании противостояли тресту Эдисона, пытавшемуся вытеснить их с американского рынка ограничением продаж киноплёнки.
Киноплёночная промышленность играла одну из ключевых ролей в противодействии монополизации кинорынка, поскольку была заинтересована в его расширении. Например, Джордж Истмен формально поддержал эдисоновский трест, ограничив продажи киноплёнки Kodak независимым киностудиям США и местным филиалам зарубежных. Однако, из-за опасений потерять существенную часть прибыли продавал им же свою продукцию под европейскими брендами через подставные фирмы. В 1913 году производство киноплёнки запустила германская Agfa, получившая большую долю европейского рынка после бойкота французской и американской продукции во время Первой мировой войны. Практически все производители выпускали только по два сорта киноплёнки: негативную для съёмки и позитивную для печати фильмокопий. Технология контратипирования и массового тиражирования фильмов ещё не была изобретена, и для экспорта фильм должен был сниматься одновременно двумя камерами, чтобы получить второй негатив, переправляемый через Атлантический океан.
В 1922 году объёмы годового производства киноплёнок Kodak достигли 240 миллионов погонных метров. К середине 1920-х годов на рынке стали заметны ещё два производителя киноплёнки: американский DuPont и бельгийский Gevaert. Чуть позже у Kodak на территории США появился ещё один конкурент в лице совместного предприятия Ansco-Agfa, контролируемого германской группой IG Farben. Вскоре к освоению рынка киноплёнки подключилась советская промышленность. Государственный курс СССР на развитие киноискусства, как важнейшего инструмента агитации, привёл к бурному росту выпуска фильмов, снимавшихся на импортную киноплёнку. В июле и октябре 1931 года были запущены две собственных фабрики — № 5 в Переславле-Залесском и № 6 в Шостке. В строительстве обеих принимали участие французские специалисты: в Переславле фабрику оснащали оборудованием представители корпорации «Динамит-Нобель», а в Шостке завод проектировала компания Люмьер. В 1935 году вступила в строй ещё одна фабрика киноплёнки № 8 в Казани, вместе с двумя первыми полностью обеспечившая потребности советской кинопромышленности. В 1936 году массовый выпуск киноплёнки освоен японской корпорацией Fujifilm, со временем ставшей основным конкурентом Kodak.
До 1990-х годов на шосткинском ПО «Свема» и казанском «Тасма» выпускался полный ассортимент киноплёнок, необходимый для кинопроизводства и прикладных задач. Суммарный ежегодный выпуск советской киноплёнки достигал миллиарда погонных метров. Однако, неуклонное снижение её конкурентоспособности привело к сокращению экспорта и необходимости закупок импортных высококачественных киноплёнок, начатых в 1974 году. В 1986 году их объём составил уже миллион погонных метров, отпускавшихся на съёмку приоритетных фильмов. В результате экономического кризиса, наступившего после Перестройки, производство было свёрнуто, и российский кинематограф полностью перешёл на импортную киноплёнку. Итогом послевоенного разделения Германии стала реорганизация концерна Agfa: предприятия расположенные на территории ФРГ, возобновили выпуск киноплёнок под прежним названием, позднее объединившись с бельгийскими коллегами в концерн Agfa-Gevaert. Восточные заводы в Вольфене начали выпуск киноплёнок под брендом ORWO (Original Wolfen), появившимся в 1964 году вместо послевоенного Agfa Wolfen.

### «Ортохром» и «Панхром»
Вся киноплёнка первых десятилетий — как позитивная, так и негативная — была ортохроматической. Если при печати позитива это никак не сказывалось на изображении, то при съёмке на негативную плёнку такого типа, полутона цветных объектов съёмки передавались искажённо: розовые губы актёров получались чёрными, а голубые глаза — белыми, вынуждая использовать специальный грим. Выпуск первых панхроматических сортов, равномерно чувствительных ко всему видимому спектру, был начат в 1913 году специально для первых технологий цветного кино, таких, как Kinemacolor и Prizma. Однако съёмка натурных сцен чёрно-белого фильма «Королева моря» на такую киноплёнку впервые состоялась только пять лет спустя. Большинство кинематографистов предпочитали привычную ортохроматическую плёнку, считая её «достаточно хорошей», а более дорогие панхроматические сорта оставались лишь дополнительным пунктом в списке продукции. Небольшое количество закупалось главным образом для съёмки «дня под ночь» через красный светофильтр и для студийных съёмок лиц актёров крупным планом. Для других сюжетов панхроматическая плёнка не использовалась, так как на монтажных склейках со сценами, снятыми на ортохроматические сорта, оказывалась заметной разница тона цветных костюмов и ярко окрашенных предметов. Недостатками панхроматической плёнки были более высокая стоимость (7 центов за фут против 3 для «ортохрома») и необходимость обработки в полной темноте, исключающая привычную возможность исправления ошибок экспонирования во время проявления при неактиничном освещении.
Ортохроматическая киноплёнка была основным негативным материалом вплоть до конца 1920-х годов, пока Gevaert не наладил выпуск недорогой панхроматической плёнки Pan-23. Kodak немедленно включился в соревнование, существенно снизив расценки на свои панхроматические сорта, к 1928 году занявшие рынок целиком. Переход на новый тип негативной киноплёнки затронул все звенья технологической цепочки кинопроизводства. Проявились недостатки большинства киносъёмочных объективов, теперь оказавшихся малопригодными из-за хроматической аберрации, незаметной на старых киноплёнках. Изменилось просветление оптики, до этого компенсировавшее светорассеяние только в сине-фиолетовом спектральном диапазоне. Оптическая промышленность начала спешное переоснащение всей киноотрасли объективами, в названиях которых отразилась новая технология, например, Cooke Speed Panchro. Ртутные светильники уступили место лампам накаливания, свет которых был практически неактиничным для старых типов плёнки, но для новых подходил гораздо лучше, чем зелёное освещение высоковольтных газоразрядных ламп постоянного тока. Переход на панхроматическую киноплёнку был настолько важен, что обозначения «Pan» или «Панхром» сохранялись в названии сортов киноплёнки вплоть до конца 1950-х годов. Дальнейшим прогрессом стало появление изопанхроматической киноплёнки, в которой был скомпенсирован провал в области зелёного цвета, характерный для панхрома и приводящий к искажённому отображению растительности.

### Цветное кино
В 1935 году Kodak объявил о массовом выпуске 16-мм обращаемой цветной киноплёнки Kodachrome с синтезом красителей при раздельном проявлении. В отличие от чёрно-белой, такая киноплёнка имела более сложное строение с несколькими светочувствительными слоями, сенсибилизированными к разным участкам видимого спектра. До этого для цветной киносъёмки использовались одновременно две или три чёрно-белых киноплёнки и специальная киносъёмочная аппаратура. Kodachrome позволял снимать обычной камерой, пригодной для чёрно-белого процесса, но давал единственный экземпляр фильма. Почти одновременно с «Кодаком» выпуск первых хромогенных многослойных киноплёнок наладила Agfa, и кроме обращаемой к 1942 году было освоено производство негативной и позитивной плёнок, позволявших тиражировать цветные фильмы по обычной технологии. На экспорт эти киноплёнки не поставлялись до конца Второй мировой войны и использовались только немецкой государственной киностудией UFA под контролем министерства пропаганды Германии. В США профессиональный кинематограф продолжал использовать трёхплёночный процесс «Техниколор», а в 1941 году на рынок вышел 35-мм аналог «Кодахрома» под названием Monopack, применявшийся при натурных съёмках для дальнейшего цветоделения и печати гидротипным способом вместо трёхплёночного негатива.
После войны немецкое оборудование и запасы цветной киноплёнки, оказавшиеся в советской зоне оккупации, были вывезены в СССР по репарациям и послужили основой при налаживании собственного производства плёнки «ДС-1», запущенного в 1947 году на 3-й фабрике киноплёнки в Шостке. Дальнейшее развитие этой технологии привело к разработке собственного цветного процесса, получившего за пределами СССР название Sovcolor. В США немецкая технология под брендом «Anscocolor» была освоена в 1949 году на заводах Ansco-Agfa, конфискованных правительством во время войны. Kodak освоил выпуск цветных негативной и позитивной киноплёнок только в 1950 году, в конце концов отказавшись от дорогостоящего и неудобного трёхплёночного процесса. Несмотря на более высокую стоимость многослойных киноплёнок по сравнению с чёрно-белыми, их внедрение позволило снизить затратность цветного кинопроизводства, благодаря упрощению большинства операций и использованию недорогой одноплёночной аппаратуры.

### Наступление цифрового кино
В 2007 году Eastman Kodak оставался абсолютным лидером производства, заняв 55 % рынка до того, как с него ушла компания Fujifilm с долей 35 % общемирового выпуска киноплёнки. Последняя полностью прекратила выпуск киноплёнки с весны 2013 года из-за нерентабельности производства. К 2016 году кроме американского Kodak на рынке остались только два производителя: Agfa-Gevaert Group (Германия-Бельгия) и Filmotec GmbH (бывшая ORWO).
Совершенствование цифровых кинопроекторов и превосходство качества их изображения над плёночным (кроме IMAX) позволило кинопрокатчикам к концу второго десятилетия XXI века полностью отказаться от традиционных плёночных фильмокопий. Особенно сильный удар по киносети, являющейся основным потребителем киноплёнки, нанесло распространение широкополосного интернета и сервисов, позволяющих смотреть фильмы в домашних условиях, таких как видео по запросу и торрент-трекеры. Кроме того, в современном кинопроизводстве плёнка используется в редких случаях, и только для съёмки негатива, подлежащего оцифровке. В результате повсеместного отказа от киноплёнки Kodak, прошедший процедуру технического банкротства, с 2007 по 2013 годы сократил её выпуск на 96 % с 3,5 миллионов погонных метров до 127 тысяч. Такое резкое снижение выпуска и потребления киноплёнки привело к неизбежному повышению её стоимости и удорожанию обработки. 
В то же время в начале 2015 года Kodak заключил с шестью крупнейшими студиями Голливуда соглашение о продолжении поставок негативной киноплёнки для будущих проектов. В соглашении участвуют студии «XX век Фокс», «Уорнер Бразерс», «Парамаунт Пикчерз», NBC Universal, Sony Pictures и «Уолт Дисней Пикчерз». Инициаторами договора выступили многие известные кинематографисты, в том числе Квентин Тарантино, Кристофер Нолан, Джей Джей Абрамс и Витторио Стораро. К концу 2010-х годов усталость аудитории от всеобщей цифровизации заставила кинопроизводителей всё чаще возвращаться к классическому носителю. Один из крупнейших проектов конца десятилетия «Дюнкерк» почти полностью отснят на 65-мм киноплёнку, а из фильмов, претендовавших на премию «Оскар» в 2020 году лишь половина целиком сняты цифровой кинокамерой.
Повсеместный переход к цифровым технологиям позволил решить одну из глобальных проблем: расход мировых запасов серебра. Последнее остаётся основным компонентом фотоэмульсии, лишь частично (до 70 % для чёрно-белых и до 98 % для цветных киноплёнок) возвращаясь после регенерации из обрабатывающих растворов. В 1 квадратном метре цветной киноплёнки содержится до 8 граммов серебра. Его потребление практически отсутствует только при гидротипной технологии печати, тем не менее требующей изготовления промежуточных копий на серебросодержащих киноплёнках. К 1922 году потребление серебра для киноплёнки одной только компанией Kodak достигло 1/12 всей его добычи в США.

## Строение киноплёнки
Современные киноплёнки обладают сложным строением. На подложку наносятся несколько слоёв: эмульсионные, защитные, противоореольные, противоскручивающие, фильтровые и соединительные. Некоторые киноплёнки типа дипо-фильм для ранних «виражных» технологий цветного кино снабжались эмульсионными слоями с обеих сторон подложки. Основные фотографические свойства, от которых зависят характер получаемого изображения, светочувствительность и разрешающая способность, определяются типом и количеством эмульсионных слоёв. Все киноплёнки можно условно разделить на две главные группы, отличающиеся способностью к цветовоспроизведению: цветные и чёрно-белые.
Светочувствительный слой чёрно-белых киноплёнок состоит из одного или двух эмульсионных слоёв. После лабораторной обработки на чёрно-белой киноплёнке образуется монохромное изображение, состоящее из металлического серебра. Цветные киноплёнки содержат несколько эмульсионных слоёв, чувствительных к трём различным участкам видимого спектра, соответствующих основным цветам: красному, зелёному и синему. Для цветоделения между эмульсиями наносятся окрашенные слои, выполняющие роль светофильтра. В результате лабораторной обработки на таких киноплёнках образуется цветное изображение, состоящее из красителей, а фильтровые слои обесцвечиваются. Серебро, участвующее в образовании красителей, удаляется отбеливателем, из которого может быть извлечено при регенерации.
Остальные слои, наносимые на подложку киноплёнки, несут вспомогательные функции. Противоореольный слой препятствует образованию ореолов вокруг ярких деталей изображения, получающихся из-за отражения света от задней поверхности подложки обратно к эмульсии. В современных негативных киноплёнках противоореольный слой чаще всего изготавливается из сажи, смываемой во время лабораторной обработки. Кроме своего прямого назначения этот слой служит в качестве защитного и антистатического.

### Материал основы
Первой разновидностью целлулоида для массового изготовления подложки киноплёнки была нитроцеллюлоза, обладавшая отличной гибкостью, прозрачностью и износостойкостью. Однако, такая киноплёнка была чрезвычайно горюча и даже взрывоопасна. Она могла гореть со скоростью, во много раз превосходящей скорость горения дерева, даже без доступа кислорода, что значительно затрудняло тушение. В определённых условиях, например при неосторожной перемотке, нитратная основа могла самовоспламеняться. Все предприятия, работавшие с киноплёнкой, в том числе и кинотеатры, строились с соблюдением особых противопожарных мер. Кинопроекторы отделялись от зрителей несгораемой стеной и оснащались закрытым лентопротяжным трактом со специальными кожухами для подающего и принимающего рулонов киноплёнки.
Поэтому после изобретения фирмой Kodak в 1937 году триацетата целлюлозы, обладающего сопоставимыми характеристиками, но безопасного, производители начали отказываться от нитроцеллюлозы в его пользу. Сам Kodak прекратил производство нитратной киноплёнки в 1951 году на заводах в США, однако его филиалы в Европе и Азии продолжали выпуск ещё несколько лет.
Производство узкой киноплёнки 8-мм, 9,5-мм и 16-мм на нитратной основе было законодательно запрещено уже в 1930-х годах. Для любительских форматов с 1908 года использовался менее прочный ацетат целлюлозы, в 1937 году заменённый диацетатом, а впоследствии триацетатом. Киноплёнка на триацетатной или лавсановой (полиэстеровой) подложке называется безопасной, и советские стандарты предусматривали обозначение «Безопасная» или «Б». Иностранные киноплёнки на таких подложках снабжались маркировкой Safety film. Kodak отказался от этого обозначения на цветных негативных фотоматериалах в сентябре 1982 года, поскольку нитратная киноплёнка на тот момент оставалась только в кинохранилищах.
В начале XX века велись эксперименты по использованию металлической и бумажной основы киноплёнки в сочетании с эпипроекцией в отражённом свете. При этом второй вариант обеспечивал бы более дешёвое, чем фотографическое — полиграфическое тиражирование фильмов. Но в результате эти материалы подложки были признаны непригодными в силу ряда причин, хотя давали многочисленные технологические преимущества. Большинство современных киноплёнок, особенно предназначенных для точного воспроизведения изображений, производят на безусадочной лавсановой основе. Такая подложка считается более долговечной, чем нитроцеллюлозная и триацетатная, которые подвержены естественному разложению в течение нескольких десятилетий.
Общая толщина светочувствительных и других слоёв, наносимых на подложку, составляет 20—25 микрометров. Толщина основы киноплёнки из триацетата целлюлозы колеблется в пределах 0,1—0,15 мм. Лавсановая подложка значительно тоньше — 0,07—0,08 мм.

## Форматы киноплёнки
Главным критерием при классификации форматов киноплёнок служит её ширина. В начале XXI века выпускаются четыре основных формата киноплёнки: 70-мм (65-мм для негатива), 35-мм, 16-мм и 8-Супер.
В отличие от фотоплёнки, часть которой выпускается неперфорированной, вся производимая киноплёнка имеет перфорационные отверстия для обеспечения высокой точности перемещения на шаг кадра скачковым механизмом. Форматы 35, 65 и 70-мм снабжаются двухсторонней перфорацией, 16-мм — как двухсторонней, так и односторонней, а киноплёнка шириной 8-мм — только односторонней перфорацией.
Один и тот же формат киноплёнки может использоваться в разных кинематографических системах.
Основные форматы киноплёнки и основанные на них системы сведены в таблицу. Размеры кадра указаны для негатива или обращённого позитива в миллиметрах. Шаг кадра и перфорации — для позитива.
| Формат плёнки | Кинематографическая система | Размеры кадра | Размеры кадра | Шаг   | Шаг        | Размеры перфорации | Размеры перфорации | Ширина фонограммы |
| Формат плёнки | Кинематографическая система | ширина        | высота        | кадра | перфорации | ширина             | высота             | Ширина фонограммы |
| ------------- | --------------------------- | ------------- | ------------- | ----- | ---------- | ------------------ | ------------------ | ----------------- |
| 8-мм          | «8 Супер»                   | 5,69          | 4,22          | 4,23  | 4,23       | 0,91               | 1,41               | 0,69              |
| 8-мм          | N8                          | 4,9           | 3,55          | 3,81  | 3,81       | 1,83               | 1,27               | 0,69              |
| 16-мм         | с оптической фонограммой    | 10,05         | 7,45          | 7,62  | 7,62       | 1,83               | 1,27               | 1,5               |
| 16-мм         | с магнитной фонограммой     | 10,05         | 7,45          | 7,62  | 7,62       | 1,83               | 1,27               | 2,35              |
| 16-мм         | Супер-16                    | 12,52         | 7.41          | 7,62  | 7,62       | 1,83               | 1,27               | отсутствует       |
| 35-мм         | Технископ                   | 21,95         | 9,47          | 9,5   | 4,75       | 2,8                | 1,98               | 2,54              |
| 35-мм         | обычный                     | 21,95         | 16            | 19    | 4,75       | 2,8                | 1,98               | 2,54              |
| 35-мм         | широкоэкранный              | 21,95         | 18,6          | 19    | 4,75       | 2,8                | 1,98               | 2,54              |
| 35-мм         | кашетированный 1,85:1       | 21,95         | 12,8          | 19    | 4,75       | 2,8                | 1,98               | 2,54              |
| 35-мм         | Супер-35                    | 24,9          | 18,7          | 19    | 4,75       | 2,8                | 1,98               | отсутствует       |
| 35-мм         | Виставижн                   | 25,17         | 37,72         | 38    | 4,75       | 2,8                | 1,98               | отсутствует       |
| 70-мм (65)    | Широкоформатный (5/70)      | 49,7          | 23            | 23,75 | 4,75       | 2,8                | 1,98               | 6×1,6             |
| 70-мм (65)    | IMAX (15/70)                | 52,6          | 70,4          | 71,25 | 4,75       | 2,8                | 1,98               | отсутствует       |

## Устаревшие форматы
В различных странах мира выпускалось огромное количество форматов киноплёнки, многие из которых предназначались для любительского кинематографа. На сегодняшний день практически все они устарели, а некоторые существуют только в качестве архивных носителей.

### 55-мм киноплёнка
Киноплёнка шириной 55,625 мм использовалась только в экспериментальной широкоформатной киносистеме «Синемаскоп-55», разработанной кинокомпанией «XX век Фокс». Размер кадрового окна киносъёмочного аппарата 46,32×36,32 мм. По этой системе были сняты всего два фильма, впоследствии отпечатанных на 35-мм киноплёнке с анаморфированием.

### 32-мм киноплёнка
Киноплёнка такой ширины использовалась для массовой печати 16-мм фильмокопий и обладала двумя или четырьмя рядами перфораций, соответствующих двум 16-мм киноплёнкам с односторонней или — реже — двухсторонней перфорацией. После окончания лабораторной обработки высушенная плёнка разрезалась на две 16-мм фильмокопии. Такая технология позволяла удешевить и ускорить тиражирование 16-мм фильмов за счёт применения специальных кинокопировальных аппаратов с оптическим размножением 35-мм контратипа. 32-мм киноплёнка выпускалась как позитивная, так и дубль-негативная. В СССР тиражирование 16-мм фильмокопий для кинопередвижек и учебных заведений производилось только по такой технологии. Другие разновидности 32-мм киноплёнки использовались для массового изготовления 8-мм фильмокопий. При этом получались сразу 4 фильмокопии, разрезаемые после окончания процесса. Перфорация киноплёнки состояла из 4 рядов, соответствующих перфорации 8-мм.

### 28-мм киноплёнка

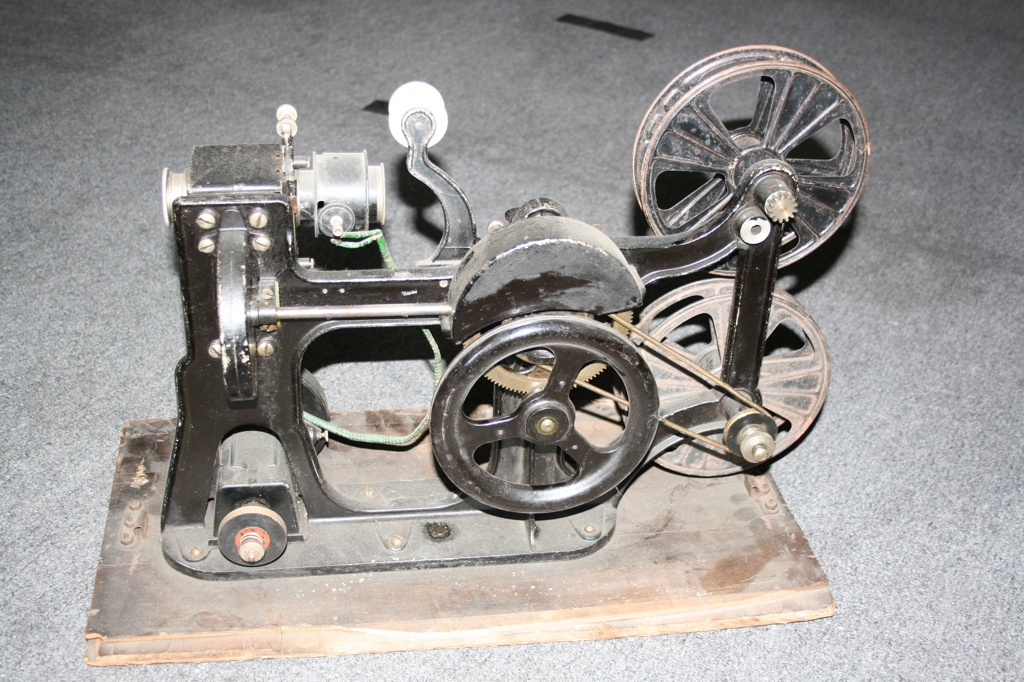
Кинопроектор «Pathé KOK» для 28-мм киноплёнки

Разработана в 1910 году фирмой Pathé для печати фильмокопий, предназначенных для домашнего просмотра. Одна из первых киноплёнок на негорючей основе, позволившей использование в неприспособленных помещениях. После начала производства получила распространение не только в Европе, но и в Америке. Европейский вариант отличался от американского перфорацией. Последний предусматривал двухстороннюю перфорацию с одинаковым шагом с обеих сторон: 3 перфорации на кадр. Европейская киноплёнка с одной стороны снабжалась более редкой перфорацией, по одной на кадр. Формат послужил основой для первых общественных фильмотек, выдававших копии напрокат. Первые любительские кинопроекторы Pathé KOK были рассчитаны на киноплёнку именно такой ширины. Так, фильмотека «Пате» насчитывала 935 фильмов, предназначенных для домашнего просмотра. С появлением 16-мм киноплёнки формат быстро вышел из употребления.

### 17,5-мм киноплёнка
Впервые плёнка «Birtac» такой ширины использована Биртом Акресом в 1895 году. Она снабжалась стандартной перфорацией с шагом 4,75 мм и могла быть получена разрезанием 35-мм киноплёнки вдоль. Главным достоинством формата была возможность унификации деталей аппаратуры с распространёнными профессиональными. Первая советская любительская кинокамера «Пионер» была рассчитана как раз на такую киноплёнку, позволяя кроме съёмки осуществлять печать и проекцию готового фильма. Однако, от формата быстро отказались из-за пожароопасности нитроцеллюлозы подложки. Позднее широкое распространение в звуковом кинопроизводстве получила магнитная лента с такими же размерами. Совпадение формы и шага перфорации облегчает её синхронизацию с изображением на 35-мм киноплёнке в звукомонтажных столах.
Существовали и другие форматы киноплёнки такой ширины: «Biocam», «Hughes», «Duoscope», «Movette» и «Clou». Однако, наибольшее распространение получила киноплёнка с двухсторонней перфорацией, разработанная в 1926 году компанией «Pathé» и выпущенная на рынок под названием «Пате Рураль» (фр. Pathé Rural, «Сельский Пате»).
Размеры кадра звукового фильма на такой киноплёнке составляли 11,3×8,5 мм при шаге 9,5 мм. Фонограмма заменила один ряд перфорации, как в 16-мм формате. Перед Второй мировой войной киноплёнка «Пате» получила распространение в британском (под названием «Pathéscope») и особенно во французском кинопрокатах, конкурируя с «нормальными» 35-мм фильмокопиями. Домашний просмотр был также возможен, благодаря фильмотекам с большим выбором фильмов этого формата. Во время оккупации германские власти запретили во Франции стандарт «Пате Рураль», таким образом автоматически исключив из репертуара «идеологически вредные» картины.

### 9,5-мм киноплёнка

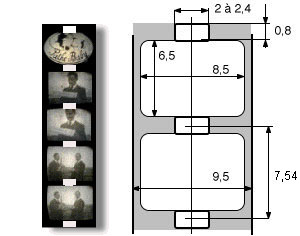
Киноплёнка формата 9,5-мм

Любительская ацетатная киноплёнка была разработана французской фирмой Pathé в 1923 году для использования в миниатюрной кинокамере «Пате-Бэби». Считалась конкурентом 16-мм киноплёнки, но постепенно была вытеснена с рынка. В Германии известна под названием «Кляйнфильм» (нем. Kleinfilm). Снабжена прямоугольной перфорацией с шагом 7,54 мм, расположенной по центру межкадрового промежутка. Размер немого кадра составлял 6,5×8,5 мм, позднее разработана версия с оптической звуковой дорожкой шириной 1 мм. Киноплёнка получила распространение в некоторых европейских странах и Японии, где ограниченно используется кинолюбителями до сих пор. Наиболее существенным недостатком считается расположение перфорации по центру, в случае повреждения которой изображение также приходит в негодность.

## Разновидности
По функциональному назначению всё многообразие существующих киноплёнок подразделяется на три основных типа: для съёмки (англ. Camera Films), лабораторные (англ. Laboratory Films) и для печати фильмокопий (англ. Print Films). Вторая группа киноплёнок используется на различных стадиях фильмопроизводства для получения промежуточных копий. К первой группе можно отнести только негативные и обращаемые. К специальным типам относятся фонограммные, цветоделительные и гидротипные киноплёнки.

### Для съёмки
Киноплёнки для съёмки могут быть как цветными, так и чёрно-белыми.
Негативные — основной тип киноплёнок для съёмки в профессиональном кинематографе.
Предназначены для получения оригинального негатива фильма. Характеризуются высокой светочувствительностью и большой фотографической широтой. Распределение оптических плотностей и цвета на негативе обратны объекту съёмки, то есть светлые детали изображаются тёмными участками и наоборот. Цвета негатива являются дополнительными к цветам объекта съёмки. Подавляющее большинство негативных чёрно-белых киноплёнок — изопанхроматические и предназначены для съёмки при искусственном и естественном освещении. 35-мм сорта часто использовались для фотографирования вместо фотоплёнки. Цветные киноплёнки выпускаются обычно маски́рованными для уменьшения ошибок цветоделения. Выпускаются всех форматов, в том числе «8 Супер».
Обращаемые — предназначены для изготовления фильма в единственном экземпляре.
Обращаемые киноплёнки позволяют получать готовый позитив фильма на той же плёнке, на которую производится съёмка. Наиболее популярны в любительском кинематографе и на телевидении, когда достаточно одного экземпляра фильма («униката»). В профессиональном кинематографе не используются и поэтому выпускаются только узких форматов — 16 мм и меньше. Как и негативные, обладают высокой светочувствительностью, но чрезвычайно критичны к отклонениям от правильной экспозиции и цветовой температуры освещения. Небольшая фотографическая широта и отсутствие этапа печати позитива делают исправление таких отклонений практически невозможным. Цветные обращаемые киноплёнки выпускаются с двумя основными значениями цветового баланса: для дневного освещения (цветовая температура 5600 Кельвинов) и ламп накаливания (3200 К). Последний тип большинство производителей обозначают латинской буквой «T» (англ. Tungsten), а киноплёнка для дневного света обозначается буквой «D» (Kodak) или не имеет специальной маркировки (Fujifilm).

### Лабораторные
Контратипные — киноплёнки для получения промежуточных копий фильма, главным образом, дубликата оригинального негатива для тиражирования фильмокопий. Первая дубль-негативная киноплёнка Kodak была выпущена в 1926 году, избавив голливудские киностудии от необходимости съёмки двумя камерами для получения «экспортного» негатива.
Низкочувствительные плёнки (0,2—0,7 ISO) с высокой разрешающей способностью. Контратипирование производится с помощью одной или двух киноплёнок:
- При изготовлении промежуточных копий чёрно-белых фильмов используется комплект из дубль-негативной (коэффициент контрастности около 0,6) и дубль-позитивной (коэффициент контрастности около 1,65) плёнок. Произведение коэффициентов контрастности дубль-позитива и дубль-негатива в идеальном случае должно быть равно единице, давая дубликат негатива, не отличающийся от исходного по контрасту;
- Для цветного контратипирования в 1970-х — 1990-х годах использовалась обращаемая контратипная киноплёнка[120][121]. В настоящее время более предпочтительной считается классическая четырёхступенчатая схема контратипирования, для которой выпускаются универсальные контратипные киноплёнки с коэффициентом контрастности, равным единице[122]. Такие плёнки пригодны как для получения интерпозитива, так и промежуточного негатива. По международной классификации такие киноплёнки называются англ. Intermediate Films, что подчёркивает их принципиальное отличие от чёрно-белых контратипных с разным коэффициентом контрастности[112];
- Для архивного хранения цветных фильмов производится печать трёх чёрно-белых цветоделённых контратипов[123];
- Контратипные киноплёнки используются также для получения дубль-негатива фильма, изготовленного по цифровой технологии с цифровой мастер-копии Digital Intermediate. При этом киноплёнка экспонируется c помощью лазерного луча в фильм-рекордере (фильм-принтере)[124]. Первой специализированной киноплёнкой для фотовывода цифрового интермедиэйта в апреле 2007 года стала Fujifilm Eterna RDI[125];

Гидротипные киноплёнки применялись при бессеребряном гидротипном способе печати фильмокопий, позволяющем добиться максимальной износостойкости и светостойкости прокатных копий фильма. К гидротипным киноплёнкам относятся зональночувствительные матричные и бланкфильм. На матричных киноплёнках получали цветоделённые рельефные изображения за счёт их разной спектральной чувствительности. Обычно использовался комплект из трёх матричных киноплёнок с различной сенсибилизацией: жёлтой, пурпурной и голубой. Зональная сенсибилизация киноплёнок такого комплекта близка к цветочувствительности отдельных слоёв цветной многослойной плёнки. Полученные на этих киноплёнках матрицы затем использовались при печати красителями на бланкфильме. В настоящее время гидротипная технология не применяется.
Фонограммные киноплёнки предназначены для оптической записи звука и получения негатива фонограммы. При аналоговой записи на дорожку переменной ширины или для цифровой фонограммы используются чёрно-белые высококонтрастные киноплёнки со светочувствительностью в пять-шесть раз выше обычных позитивных плёнок. Дорожка переменной плотности записывается на киноплёнках с коэффициентом контрастности в пределах 0,5—0,7.

### Для печати фильмокопий
Позитивные киноплёнки предназначены для получения прокатных фильмокопий при помощи печати в кинокопировальном аппарате. Кроме того, позитивные сорта используются для печати рабочего позитива, монтажных фильмокопий и других фильмовых материалов. Цветные позитивные киноплёнки выпускаются двух видов: с классическим расположением слоёв и с перемещёнными слоями. В последнем случае верхний хлоросеребряный слой чувствителен не к синей, а к зелёной части спектра. Средний слой таких киноплёнок чувствителен к красной, а нижний бромосеребряный — к синей зоне спектра. Такое строение позволяет улучшить цветоделение при печати. В СССР выпускались чёрно-белая позитивная киноплёнка «МЗ-3», а также цветные «ЦП-8Р» с классическим устройством и «ЦП-11» с перемещёнными слоями. В начале XXI века для печати использовались позитивные киноплёнки KODAK VISION Color Print Film 2383, FUJICOLOR Positive Film F-CP 3510 и AGFA Print CP30.

## Маркировка
Для обозначения огромного многообразия типов и форматов киноплёнки разные производители используют собственную маркировку. У Kodak и Fujifilm каждая цифра четырёхзначного индекса содержит часть информации о свойствах конкретного фотоматериала. В системе нумерации Kodak первая цифра обозначает тип и ширину подложки, а вторая — тип фотоэмульсии. Третья и четвёртая цифры отражают номер разработки. Кодировка Fujifilm также использует две первых цифры для обозначения материала и формата основы, а также типа эмульсии, но не совпадает с американской системой. Во всех случаях для негативных плёнок в названии указывается значение светочувствительности и цветовой баланс. Например, название Kodak Vision3 50D Color Negative Film 7203 обозначает негативную киноплёнку Kodak семейства Vision3 со светочувствительностью 50 ISO для дневного света (5600K) на триацетатной подложке шириной 8 или 16-мм, разработка номер 03.
Как и любые фотоматериалы, киноплёнка снабжается световой маркировкой, содержащей название производителя, тип и другие данные. Для этого во время изготовления перфорации специальный фотокомпостер впечатывает буквенно-цифровые обозначения в пространство между краем подложки и перфорацией. Независимо от того, будет ли киноплёнка экспонирована после этого, при лабораторной обработке эмульсии маркировка проявляется на месте её нанесения, позволяя определить производителя, дату выпуска и номер эмульсии. Главным отличием маркировки негативной и звуковой киноплёнки от других фотоматериалов является наличие футажных номеров, которые представляют собой уникальные наборы символов, печатаемых через каждый фут по всей длине киноплёнки. Футажные номера не повторяются ни в разных партиях плёнки, ни в разных её типах, ни у разных производителей. Такая маркировка используется при монтаже, когда окончательная склейка оригинального негатива производится по смонтированному и утверждённому рабочему позитиву с пропечатанными футажными номерами исходника. Возможность безошибочной идентификации каждого кадрика фильма позволяет воспроизводить склейки рабочего позитива с кадровой точностью.
Компания Eastman Kodak в 1990 году усовершенствовала футажные номера, добавив к ним штриховой код Keykode, считываемый цифровыми устройствами. Он повторяет данные каждого футажного номера, которые отображаются вместе с изображением при считывании звукомонтажными столами и сканерами киноплёнки. Совместно с адресно-временны́м кодом синхронной фонограммы код футажных номеров используется для синхронизации звука с изображением при монтаже. С конца 1990-х годов штриховой Keykode обязателен для всех производителей киноплёнок.

## Информационная ёмкость киноплёнки
В рамках дискуссии о достоинствах и недостатках киноплёнки по сравнению с цифровыми носителями, развернувшейся в начале 2000-х годов, 6-й исследовательской комиссией МСЭ-R было проведено измерение результирующей разрешающей способности кинематографической технологии, основанной на 35-мм киноплёнке. Тестовая мира снималась на распространённый сорт кинонегатива и обрабатывалась в стандартных проявочных машинах. Дальнейшая печать происходила в соответствии с общепринятым в «оптической» технологии кинопроизводства трёхступенчатым контратипированием, то есть получением мастер-позитива, дубль-негатива и контрольной фильмокопии. При этом оценка критической разрешающей способности всех звеньев системы проводилась как объективными методами с помощью функции передачи модуляции, так и с учётом субъективного восприятия среднестатистическим зрителем.
Эксперты располагались у экрана на расстоянии, не превышающем полторы его высоты. Такое размещение ужесточило тест, позволив различать все детали, передаваемые кинематографическим трактом, независимо от особенностей зрения. Инструментальные измерения показали, что в точке функции передачи модуляции, соответствующей разрешающей способности фильмокопии в 1000 линий на высоту экрана, контраст составляет 90 % от максимального. Другими словами, мелкие детали такого размера на экране всего на 10 % менее контрастны, чем крупные. Субъективные измерения, проведённые в шести кинотеатрах разных стран, показали, что эксперты могут различить от 430 до 870 линий тестовой миры, приходящихся на высоту экрана. Наибольшее количество различимых линий составило 875, а средняя величина достигла 750.
В большинстве других измерений используется величина, выражающая количество различимых пикселей, приходящихся на ширину экрана, как это принято в цифровом кино. Исследования показывают, что информационной ёмкости 35-мм негативной киноплёнки соответствует матрица цифровой кинокамеры разрешением 4K. Однако, весь кинематографический тракт, включающий промежуточную печать, лабораторную обработку и среднестатистический кинопроектор, обеспечивает на экране резкость, не превышающую разрешения 2К, стандартного для большинства цифровых киносистем. Исключение составляют широкоформатные киносистемы, и особенно IMAX, которая обеспечивает качество, достижимое только в системах телевидения сверхвысокой чёткости UHD 8K.